# ムハンマド・シュタイエ
ムハンマド・イブラヒーム・シュタイエ（Mohammad Ibrahim Shtayyeh、アラビア語: محمد إبراهيم اشتية、 1958年1月17日 - ）は、パレスチナ国の政治家、エコノミスト。2019年から同国首相（第7代）を務めた。1991年の中東和平会議では、パレスチナ交渉代表団のメンバーとなった。

## 経歴
1981年に経営管理と経済学の学士号を取得してビルゼイト大学を卒業。その後、イギリスのブライトンにあるサセックス大学開発研究所に通い、1989年に経済開発の博士号を取得した。1989年から1991年までビルゼイト大学経済開発学部の教授に就任。1991年から2年間、経済開発学部長を務めている。
1996年に、16億ドルの公共投資基金で設立されたパレスチナ開発復興経済評議会会長に就任。1995年から1998年までパレスチナ中央選挙管理委員会の事務局長を務めた。事務局長在職中は大統領選挙と議会選挙の実施に協力するためにイスラエルと協定を交渉した。2005年から2006年、2008年から2010年の2度に渡って、パレスチナ自治政府公共事業・住宅大臣を務めている。
2019年4月13日、ラーミー・ハムダッラー内閣と入れ替わりで首相に就任。同時にシュタイエ内閣が発足。
2022年2月に加盟55カ国からなるアフリカ連合（AU）の各国首脳が2日間の首脳会議を開いた際、シュタイエは全アフリカ議会に対しイスラエルのAUオブザーバー資格を剥奪するよう求めた。
2023年10月にガザ地区とイスラエルの戦争が勃発し終結の糸口が見えない中、ガザ地区における現実を考慮した新しい政府やパレスチナ人同士の政治的合意を構築するためとして2024年2月26日に首相からの辞任を表明。しかし、アメリカによるパレスチナ政府刷新の圧力も大きく働いたとされる。3月14日には後任にムハンマド・ムスタファ元副首相が任命されたが、新内閣が発足するまでは暫定首相として留任する。